# Манн, Константин Александрович
Константин Александрович Манн (1830—1882/1883) — тайный советник, члена адмиралтейств-совета.

## Биография
Родился 28 марта (9 апреля) 1830 года во Владимире в семье бедного чиновника Александра Христиановича Манна (?—1836). Дед, имевший английские корни, был шкипером шведского коммерческого судна, женатого на Ульяне Андреевне, которая после ранней смерти мужа поступила нянькой в семью барона Боде, при содействии которого Александр Манн получил образование в Лесном корпусе под Санкт-Петербургом. После женитьбы на Татьяне Ивановне Журавской (дочери чиновника Тульского оружейного завода Ивана Анисимовича Журавского) был вынужден оставить должность лесничего и занять должность винного пристава во Владимире, которая при низком окладе позволяла иметь побочные доходы. Константин был четвёртым ребёнком в семье, где уже были сыновья и дочь. В 1835 году семья переехала в Москву, где вскоре, 5 января 1836 года, отец скончался от «горловой чахотки». Семья с шестью детьми попала в крайнюю нужду, поселившись в Денежном переулке, в доме священника Покровской церкви в Левшино. Мать зарабатывала многочисленными частными уроками.
В 1839 году, при покровительстве князя Дмитрия Владимировича Голицына он был принят в Лазаревский институт восточных языков, где воспитывался до 1846 года. Затем учился на юридическом факультете Московского университета, окончив его в 1850 году. 
Действительный статский советник с 1 января 1865 года, тайный советник с 1 января 1871 года. Был награждён орденами Св. Владимира 3-й ст. (1865), Св. Станислава 1-й ст. (1867), Св. Анны 1-й ст. (1869); а также персидским орденом Льва и Солнца 1-й ст. (1871).
Умер 27 декабря 1882 (8 января 1883) года. Похоронен на Волковском православном кладбище.